# Viviendas para Julián Martínez Mier
Las Viviendas para Julián Martínez Mier son un edificio de viviendas de la ciudad de Madrid

## Historia y características
La edificación se encuentra situada en el número 38 de la calle de Almagro, en el barrio homónimo del distrito de Chamberí, ofreciendo también fachada a Monte Esquinza.
Fue proyectado en 1912 por el arquitecto Augusto Martínez de Abaria por encargo de su padre Julián Martínez Mier. Finalizada la fábrica en 1914, proyecta un revival neoplateresco y evoca al Palacio de Monterrey de Salamanca. Recibió en 1916 el premio de Arquitectura del Ayuntamiento de Madrid.